# Dóra Medgyessy
Dóra Medgyessy (ur. 21 lipca 1986 w Debreczynie) – węgierska koszykarka, reprezentantka kraju, występująca na pozycji rozgrywającej.

## Osiągnięcia
Stan na 30 kwietnia 2023, na podstawie, o ile nie zaznaczono inaczej.

### Drużynowe
- Wicemistrzyni Węgier (2019)[3]
- Brązowa medalistka mistrzostw Węgier (2017, 2022)
- Zdobywczyni Pucharu Węgier (2022)[4]
- Finalistka Pucharu Węgier (2017, 2021)[5]
- Uczestniczka międzynarodowych rozgrywek:
  - Euroligi (2019–2021)
  - Eurocup (2016–2022)

### Indywidualne
(* – nagrody przyznane przez portal eurobasket.com)
- Najlepsza zawodniczka krajowa ligi węgierskiej (2018, 2019)*[6][3]
- Zaliczona do*:
  - I składu:
    - ligi węgierskiej (2010, 2018)[7][6]
    - zawodniczek krajowych ligi węgierskiej (2010, 2018, 2019)[7][6][3]

  - II składu ligi węgierskiej (2019, 2020, 2021)[3][8][5]
- Liderka ligi węgierskiej w:
  - asystach (2015 – 6,9, 2016 – 6,3, 2017 – 8,5, 2018 – 7,7, 2019 – 8, 2020 – 5,9, 2021 – 7,9)[9][7][10][6][3][8][5]
  - przechwytach (2017 – 2,4)[10]

### Reprezentacja

#### 5x5
- Uczestniczka:
  - mistrzostw Europy (2017 – 12. miejsce)
  - kwalifikacji do Eurobasketu (2017)

#### 3x3
- Mistrzyni Europy 3x3 (2016)
- Wicemistrzyni świata 3x3 (2019)
- Uczestniczka:
  - igrzysk olimpijskich 3x3 (2020 – 9. miejsce)
  - mistrzostw:
    - świata 3x3 (2014 – 22. miejsce, 2018 – 8. miejsce, 2019)
    - Europy 3x3 (2016, 2017 – 7. miejsce, 2018 – 9. miejsce, – 2019 – 5. miejsce, 2021 – 5. miejsce)

  - kwalifikacji:
    - olimpijskich (2021 – 5. miejsce)
    - do mistrzostw Europy 3x3 (2014, 2016, 2017, 2018, 2021)